# Ombre sulla Luna
Ombre sulla Luna (Earthlight) è un romanzo di fantascienza di Arthur C. Clarke pubblicato nel 1955.

## Trama
Nel corso del XXII secolo l'umanità è riuscita a colonizzare Marte e Venere, e alcuni satelliti nel Sistema Solare. Le colonie, politicamente autonome e riunite nella Federazione delle Colonie Interplanetarie, restano però strettamente dipendenti dalla Terra a causa della scarsità di metalli pesanti, di cui il pianeta natale dell'umanità mantiene il monopolio. La pubblicazione di una ricerca scientifica che ipotizza la presenza di ingenti giacimenti metalliferi sulla Luna, sotto il dominio terrestre, rischia di far scoppiare una guerra fra Terra e Federazione per il controllo delle risorse strategiche.
Il contabile Bertrand Sadler viene arruolato dai servizi segreti terrestri e inviato sotto copertura nel principale osservatorio astronomico della Luna, posto vicino al cratere Plato, per indagare sugli scienziati che lo popolano e individuare l'informatore che potrebbe aver passato le notizie riservate dei giacimenti alle colonie ribelli. 
La crescente tensione politica e la corsa agli armamenti tecnologici sono accompagnate da un clima di fermento scientifico per la fortunata occasione di studio fornita dall'esplosione di una supernova nella costellazione del Dragone, perfettamente visibile dallo staff dell'osservatorio.
Malgrado la precedente lunga era di pace, la guerra appare tuttavia inevitabile, l'osservatorio è costretto a smantellare gli strumenti e prepararsi a un assedio, e la missione di Sadler non riesce a dare i risultati sperati, riuscendo solo a smascherare i furti di un magazziniere.
La battaglia decisiva si terrà non distante dall'osservatorio, presso il monte Pico nel nord del mare Imbrium, fra tre navi della Federazione dotate di un'innovativa tecnologia di propulsione, e la base mineraria terrestre del progetto Thor, corazzata di scudi e con una devastante arma con metallo liquido sparato a energia elettromagnetica.
Testimoni dello scontro, che conduce alla distruzione reciproca, due scienziati dell'osservatorio, inviati poche ore prima ad accompagnare alla base mineraria il geniale scienziato capo progettista degli armamenti terrestri; sarà lo stesso Bertrand Sadler a recuperarli e interrogarli sull'accaduto, facendo saltare definitivamente la propria copertura e concludendo la sua missione, perseguitato da lì in avanti dal non aver trovato la spia.
Lo scontro inconcludente tra Terra e Federazione delle Colonie ha come conseguenza l'indebolimento dei reciproci governi e il comune accordo sullo stabilire nuove relazioni amichevoli, con lo scambio di progressi tecnologici e risorse, e l'emergere negli anni di una Repubblica Lunare Indipendente.
Trent'anni dopo, in una rinnovata era di pace e benessere, le memorie di un capitano della Federazione che ringraziava un famoso astronomo terrestre, ora in pensione sulla Luna, per aver passato le informazioni ai coloni, permettono a un anziano Sadler di intuire chi fosse la spia. Si reca così nella capitale lunare per incontrare il proprio avversario, il professor Molton, la prima persona a dargli il benvenuto sul treno diretto all'osservatorio.
Il romanzo si chiude con la spiegazione di Molton sul brillante sistema per inviare informazioni alle colonie tramite il principale telescopio astronomico, e coi due ex nemici riconciliati che brindano alla ritrovata pace dell'umanità.

## Edizioni
- Arthur C. Clarke, Earthlight, 1955.
- Arthur C. Clarke, Ombre sulla Luna, collana Urania n° 145, Arnoldo Mondadori Editore, 1957.
- Arthur C. Clarke, Ombre sulla Luna, collana Classici Urania n° 78, Arnoldo Mondadori Editore, 1983,  p. 173.